# Безбожная пятилетка

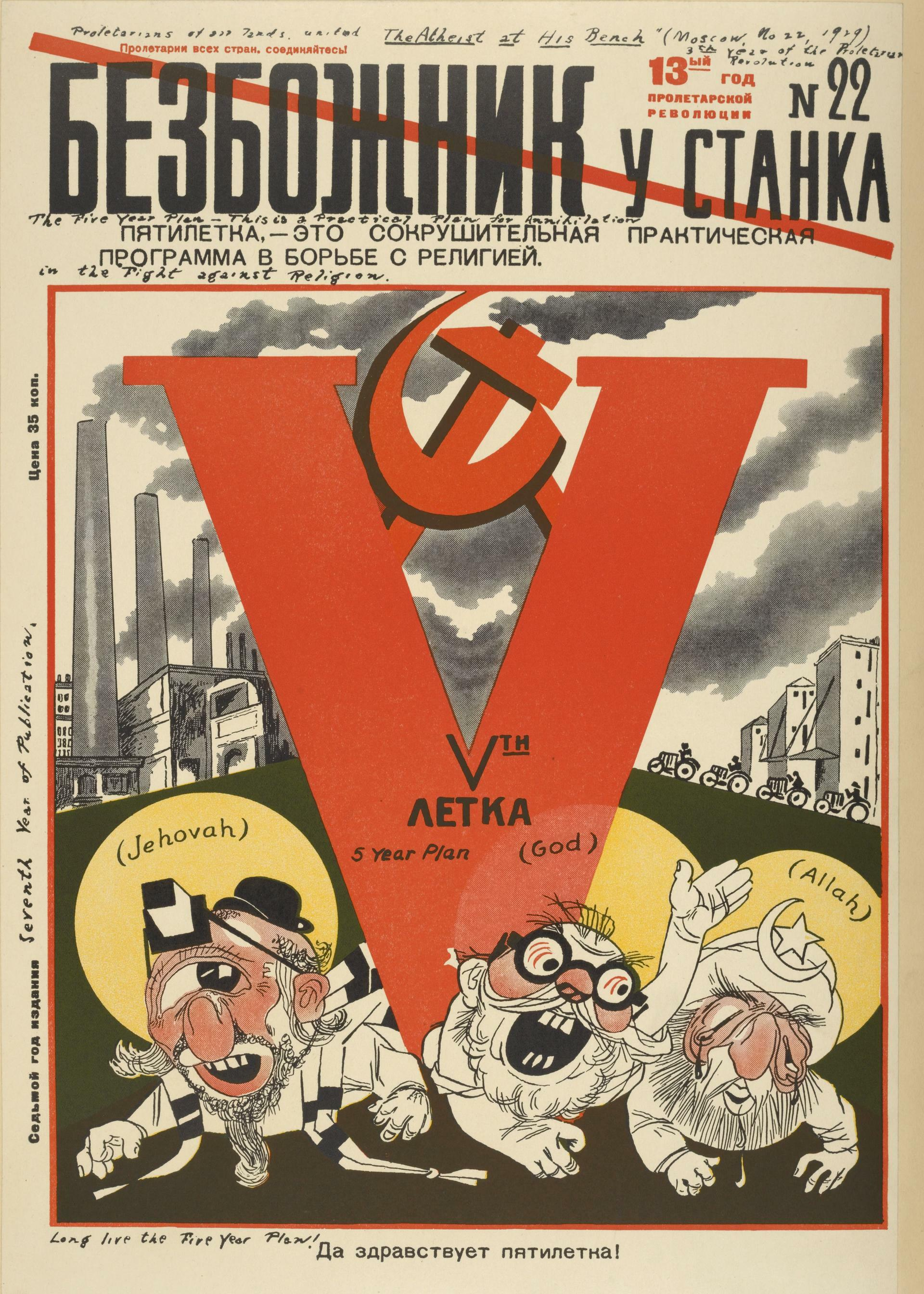
Первая пятилетка борется с религией

Безбожная пятилетка — озвученный в 1932 году лозунг Союза воинствующих безбожников во главе с Емельяном Ярославским о необходимости «забыть имя Бога» в СССР к 1 мая 1937 года. Хронологически совпадала со второй пятилеткой.

## История
Речь о «безбожной пятилетке», направленной на уничтожение религии в СССР, впервые зашла осенью 1929 года. Несмотря на тиражирумые в публицистике утверждения о том, что 15 мая 1932 года Сталин якобы подписал декрет о «безбожной пятилетке» с конкретными задачами по искоренению религии, существование такого документа ничем не подтверждается. Впервые об этом было написано в книге Никиты Струве «Христиане в СССР» («Les chrétiens en URSS»), где приводится следующий план, согласно которому:

в 1932—1933 годы должны были закрыться все церкви, молитвенные дома, синагоги и мечети, к 1933—1934 годам — исчезнуть все религиозные представления, привитые литературой и семьёй, к 1934—1935 годам — страну и прежде всего молодёжь необходимо было охватить тотальной антирелигиозной пропагандой, к 1935—1936 годам — должны были исчезнуть последние молитвенные дома и все священнослужители, а в 1936—1937 годам — религию требовалось изгнать из самых укромных её уголков.— Nikita Struve. Les chrétiens en U.R.S.S. — Paris: Éditions du Seuil, 1963, 374 p., p. 46 (фр.)
Другим важным источником по «безбожной пятилетке» является работа немецкого богослова Конрада Альгермиссена, посвящённая деятельности Союза безбожников СССР, написанная в 1933 году. Согласно ей, к 1937 году планировалось полностью ликвидировать в СССР все религиозные учения исповедания, всех верующих и священников, вне зависимости от их отношения к советскому правительству.
Несмотря на то, что «безбожная пятилетка» официально так и не была объявлена, советское государство всемерно поддерживало атеистическое движение, которое в 1931 году рапортовало о существовании в стране 3000 «безбожных ударных бригад». С каждым годом гонения на религиозные организации, священников разных конфессий и просто активных верующих усиливались. Так, только в 1932 году в Русской православной церкви были закрыты 70 епархий, арестованы 40 архиереев (в архиерейском служении осталось только 4), закрыто 95 % церквей, существовавших ещё в 1920-е годы. Досталось и другим конфессиям.
Со второй половины 1930-х годов богоборческое движение пошло на спад, к 1935 году суммы взносов, собиравшихся в СВБ, сократились в 10 раз, а исполнительное бюро Центрального совета СВБ не собиралось с 1934 года. К концу 1936 года Советом национальностей ЦИК СССР было констатировано почти полное прекращение работы Союза в некоторых местностях страны, при этом за 1936—1937 годы было получено лишь 20 % от суммы обязательных членских взносов.

## Итоги
Несмотря на усиленный план антирелигиозных мероприятий, в переписи населения 1937 года православными верующими назвали себя 1/3 городского населения, а также 2/3 сельского, то есть более половины населения СССР. По другим данным — из неграмотных граждан СССР старше 16 лет — 67,9 % признали себя верующими, а из грамотных — 79,2 %.